# Puchar Europy w Wielobojach 1979
4. Puchar Europy w wielobojach – cykl zawodów lekkoatletycznych zorganizowanych przez European Athletic Association latem 1979 roku. Finał pucharu Europy odbył się 1 i 2 września w Dreźnie. Rywalizację wśród mężczyzn oraz wśród kobiet wygrała reprezentacja Niemieckiej Republiki Demokratycznej.

## Rezultaty

### Finał pucharu Europy

#### Mężczyźni
| Pozycja | Reprezentacja | Wynik (pkt) |
| ------- | ------------- | ----------- |
| 1       | NRD           | 24070       |
| 2       | RFN           | 23755       |
| 3       | ZSRR          | 23510       |
| 4       | Finlandia     | 22811       |
| 5       | Polska        | 22146       |
| 6       | Francja       | 20883       |

#### Kobiety
| Pozycja | Reprezentacja   | Wynik (pkt) |
| ------- | --------------- | ----------- |
| 1       | NRD             | 13836       |
| 2       | ZSRR            | 13620       |
| 3       | RFN             | 13325       |
| 4       | Holandia        | 12722       |
| 5       | Węgry           | 12646       |
| 6       | Wielka Brytania | 12596       |

### Półfinały
Zawody półfinałowe w sezonie 1979 odbyły się w trzech europejskich miastach. Wieloboiści rywalizowali w Bremerhaven, Budapeszcie oraz w Schielleiten. Zaznaczone na zielono reprezentacje wywalczyły awans do wrześniowego finału.

#### Bremerhaven

##### Mężczyźni
| Pozycja | Reprezentacja   | Wynik (pkt) |
| ------- | --------------- | ----------- |
| 1       | RFN             | 22929       |
| 2       | Francja         | 22545       |
| 3       | Szwajcaria      | 21991       |
| 4       | Islandia        | 20800       |
| 5       | Wielka Brytania | 20735       |
| 6       | Włochy          | 20481       |

##### Kobiety
| Pozycja | Reprezentacja   | Wynik (pkt) |
| ------- | --------------- | ----------- |
| 1       | RFN             | 13195       |
| 2       | Wielka Brytania | 12446       |
| 3       | Francja         | 12020       |
| 4       | Szwajcaria      | 11663       |
| 5       | Włochy          | 11152       |
| 6       | Islandia        | 10497       |

#### Budapeszt

##### Mężczyźni
| Pozycja | Reprezentacja | Wynik (pkt) |
| ------- | ------------- | ----------- |
| 1       | ZSRR          | 23238       |
| 2       | Polska        | 22808       |
| 3       | Węgry         | 22735       |
| 4       | Bułgaria      | 22705       |
| 5       | Szwecja       | 21762       |
| 6       | Norwegia      | 20583       |
| 7       | Hiszpania     | 19058       |

##### Kobiety
| Pozycja | Reprezentacja | Wynik (pkt) |
| ------- | ------------- | ----------- |
| 1       | ZSRR          | 13278       |
| 2       | Węgry         | 12889       |
| 3       | Bułgaria      | 12716       |
| 4       | Polska        | 12712       |
| 5       | Szwecja       | 12049       |
| 6       | Norwegia      | 11301       |
| 7       | Hiszpania     | 10537       |

#### Schielleiten

##### Mężczyźni
| Pozycja | Reprezentacja | Wynik (pkt) |
| ------- | ------------- | ----------- |
| 1       | NRD           | 23527       |
| 2       | Finlandia     | 22428       |
| 3       | Austria       | 22085       |
| 4       | Dania         | 21618       |
| 5       | Holandia      | 21395       |
| 6       | Belgia        | 21187       |

##### Kobiety
| Pozycja | Reprezentacja | Wynik (pkt) |
| ------- | ------------- | ----------- |
| 1       | NRD           | 13649       |
| 2       | Holandia      | 12412       |
| 3       | Belgia        | 11515       |
| 4       | Dania         | 11059       |